# Den 8:de internationella orientalistkongressen

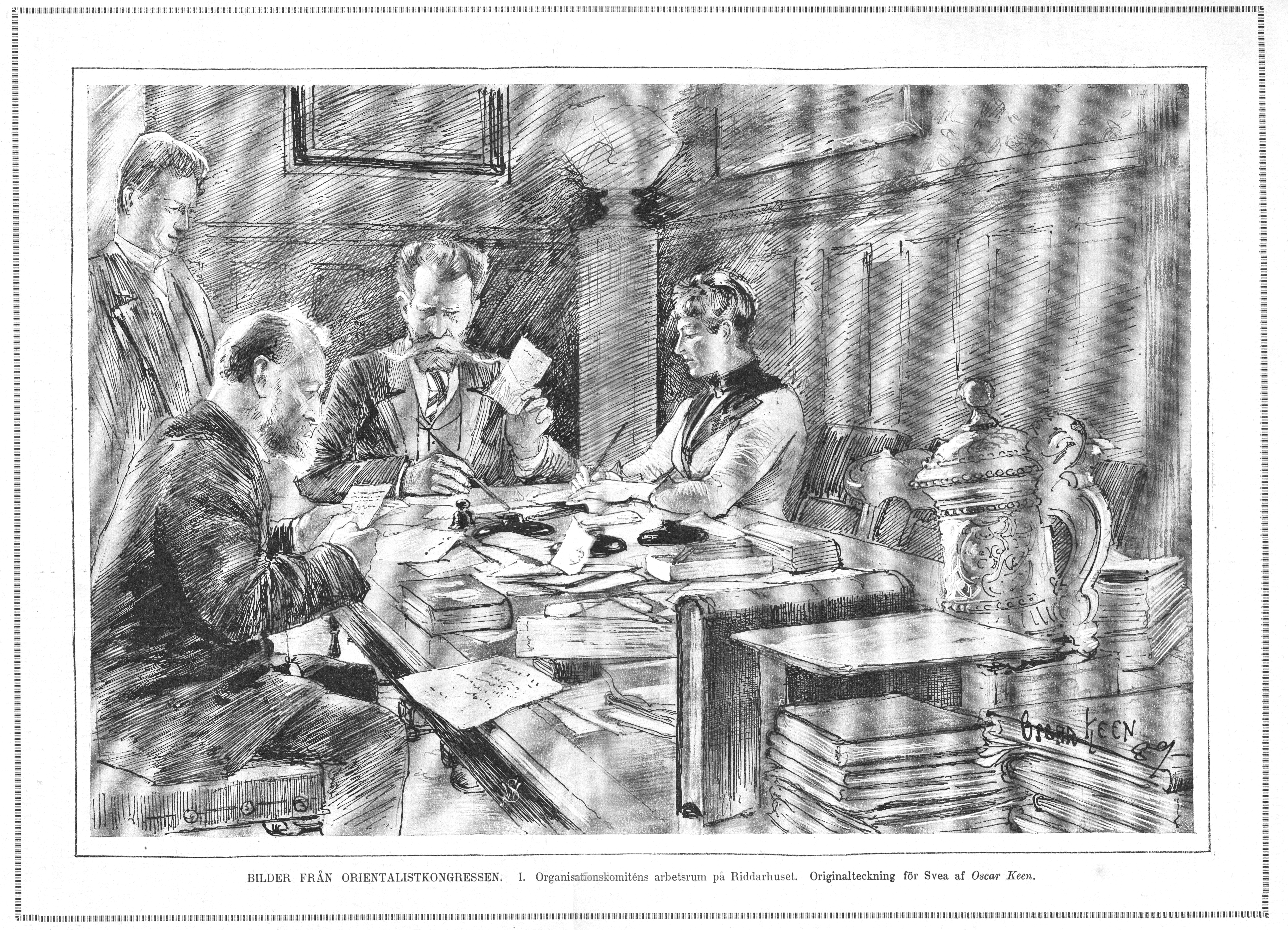
Kongressens sekretariat. Från vänster orientalisten doktor Fr. Fehr, professor H. Almkvist, kongressens initiativtagare greve Carlo Landberg samt sekreteraren fröken J. Romander.

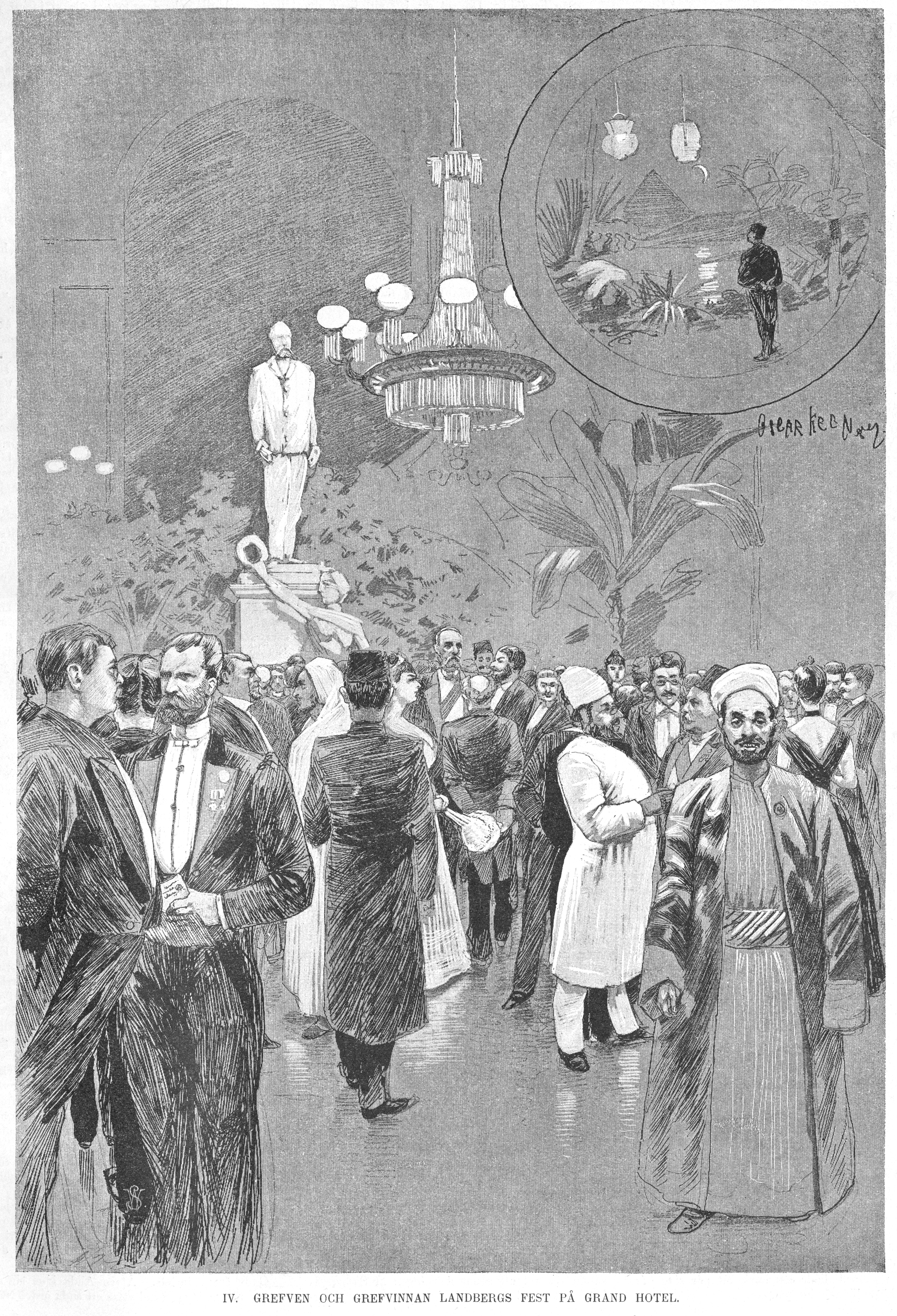
Greve Landbergs välkomstfest på Grand hotell.

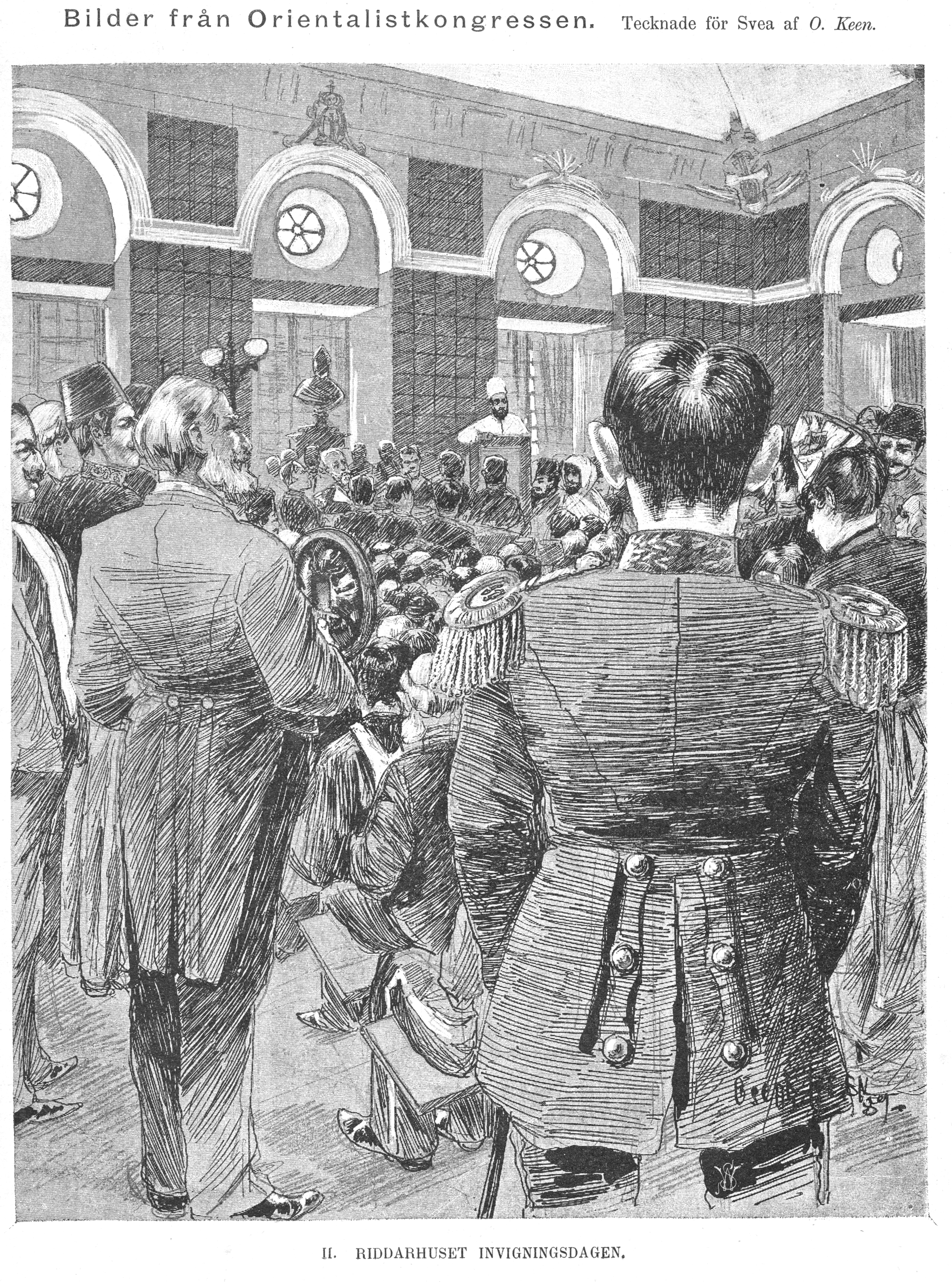
Invigningen på Riddarhuset.

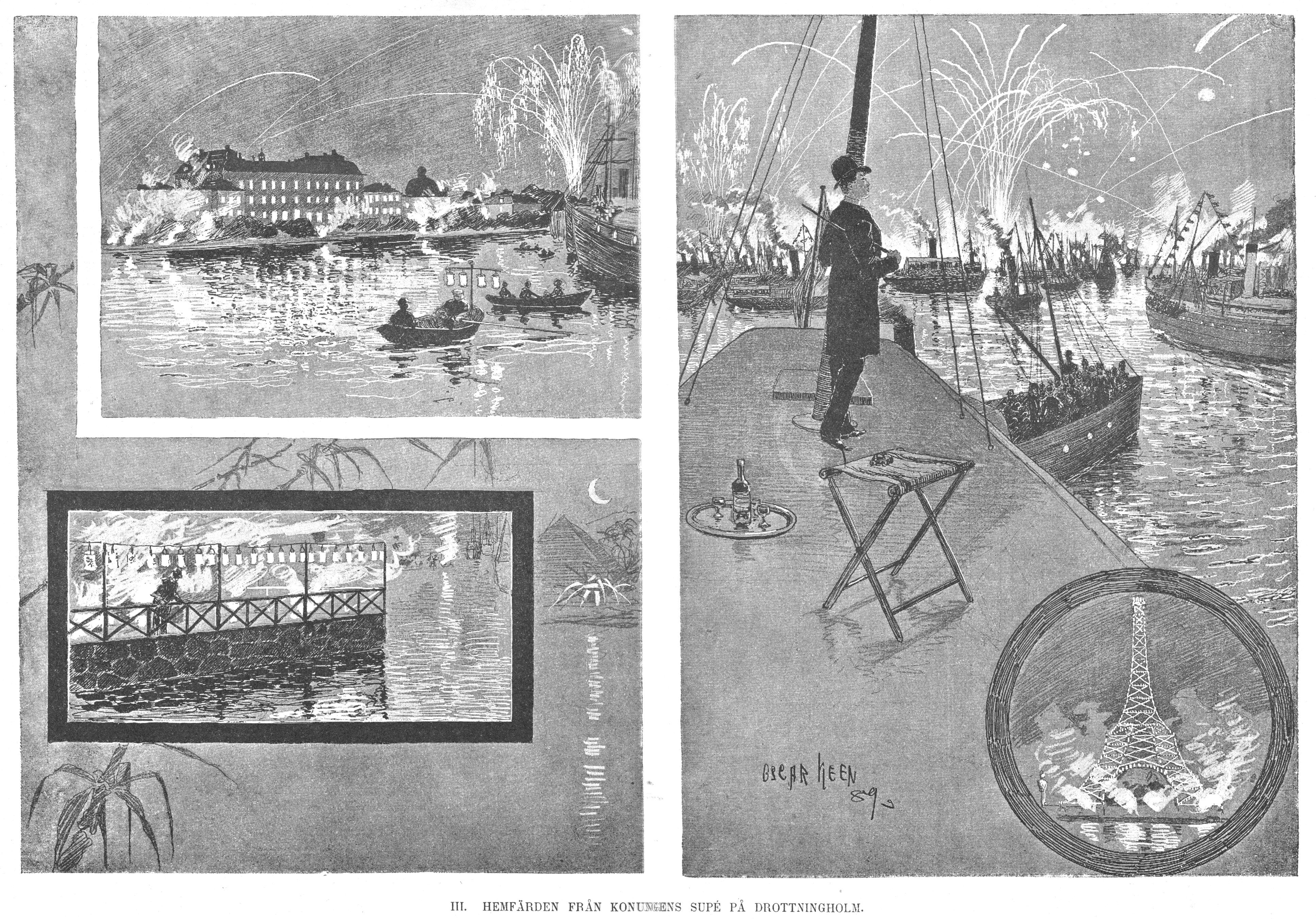
Hemfärden från kungens supé på Drottningholm.

Den 8:de internationella orientalistkongressen hölls i Stockholm och Kristiania under perioden 1 september–12 september 1889.
Kongressen var den största i sitt slag som hållits. 22 regeringar hade sänt sammanlagt 46 specialister inom ämnet som sina personliga företrädare. Lika många representanter kom från olika universitet världen över. Totalt antal personer på kongressen var omkring 530 deltagare varav 320 från utomnordiska länder. Vad gällde denna typ av kongresser var anslutningen ett rekord. Kongressen i Berlin 1881 hade haft 189 närvarande och i Wien 1886 var siffran 228. De representerade länderna var: Norge, Danmark, Finland, England, Ryssland, Tyskland, Portugal, Belgien, Frankrike, Nederländerna, Grekland, Österrike-Ungern, Rumänien, Serbien, Schweiz, Förenta Staterna, Egypten, Spanien, Italien, Turkiet, Persien, Abessinien, Brasilien, Colombia, Indien, Siam och Japan.
Inte mindre än omkring 130 föredrag hölls under de två veckor som kongressen varade. I samband med denna manifestation medförde också delegaterna värdefulla bokgåvor. De skänkte mer än 3 500 böcker, av vilka merparten gick till Uppsala universitetsbibliotek.
Merparten av kongressdeltagarna kom med båt till Skåne och färdades sedan med tåg till Stockholm. På Malmö järnvägsstation ”prunkade väntsalen i Malmö i en blomsterskrud, som framkallade allmän förvåning”. Här kunde också stadens innevånare förvånat se de för nordiska förhållanden mest märkliga klädedräkter.
Själva kongressen startade i Stockholm och överflyttades sedan till Kristiania. Med detta manifesterade man att Sverige och Norge var i union med varandra. Kongressen indelades i fem huvudavdelningar: en semitisk med underavdelningarna Islams språk och litteraturer och en med de övriga semitiska språken, en arisk, en afrikansk omfattande Egypten, en central- och östasiatisk samt en malajisk-polynesisk. De officiella språken på kongressen var engelska, franska, tyska, italienska, latin och österländska språk.
Kongressens sekretariat var inrättat i Riddarhuset. En av eldsjälarna bakom denna stora ansamling av forskare var greve Carlo Landberg, svensk konsul i Alexandria. Dagen innan kongressens högtidliga öppnande gav han en stor fest på Grand Hotel i Stockholm rum, vid vilken också kungen och kronprinsen deltog. Filologen d:r Eberhard Nestle från Ulm beskrev, tillställningen:
”Om någon ögonblicksfotograf befann sig bland de många hundra, som rörde sig i dessa praktgemak, kan jag icke säga; för en stilists penna eller en målares pensel hade de mest, tilltalande grupper erbjudit sig. Allvarliga värdiga lärde med grått hår, inför hvilka de yngre uttalade sin tacksamhet, ifriga motståndare under lifligt samspråk förgätande allt annat omkring sig och efter en half timmes förlopp ännu sittande eller stående kvar på samma ställe, damer af alla nationaliteter och åldrar, semiter och antisemiter, jesuiter och protestanter, tyskar midt emellan ryssar och fransmän, de förstnämnde ögonskenligen öfvervägande till antalet.”
Kongressen öppnades den 2 september av Oskar II som ankom till Riddarhuset utmed de av åskådare till trängsel fyllda gatorna. Under invigningen utdelade kungen olika medaljer för förtjänstfullt arbete i forskningens tjänst.
Kungen stod också senare som värd för den fest för alla kongressdeltagare som hölls på Drottningholm slott. Tre stora ångare förde gästerna ut till slottet. På natten anträöddes återfärden till Stockholm. Konvojen leddes av kungens jakt ”Sköldmön”. En enorm mängd ångfartyg med stockholmare hade nu anslutit. Hela vägen in hade man illuminerat olika delar av landskapet. Framför kasernerna vid Marieberg avbrändes ett stort fyrverkeri:
“Där glänste till höger Eiffeltornet i belysning, till vänster ett af lejon bevakadt minnesmärke i hufvudstaden i rosaljus; där steg ett grönt eldtorn upp i höjden, medan kanonernas åska, otaliga raketers hväsande, väldiga svärmarekistors knastrande äfven tog öronen helt och hållet i anspråk, och en elektrisk refraktor, som förut utkastat sitt ljus öfver Mälaren emot de kommande skeppen, till sist satte Riddarholmskyrkan vid landstigningsplatsen med hennes genombrutna gjutjärnstorn i lika klar belysning som vid full dager.” 
Några dagar senare var det dags för Uppsala universitet att visa upp sig inför världen. Runt järnvägsstationen och utmed spåret hade samlat talrika åskådaremassor för att hälsa deltagarna som färdades i ett extrainsatt tåg. Målet var Gamla Uppsala. Från en specialtillverkad plattform tog sig kongressledamöterna genom även här täta människoled till högarna. Här serverades mjöd ur mängder av horn. Dagen avslutades sedan inne i Uppsalas universitetshus innan gästerna i fackeltåg fördes till järnvägsstationen.
Kongressen överflyttades den 8 september till Oslo. Vid varje norsk station på vägen väntade jublande människoskaror. Aftonposten hade tryckt ett extra festnummer på franska vilken utdelades i tågen. I universitetsbyggnadens aula öppnade prins Eugen öppnade i kungens namn kongressens norska del tillsammans med norska statsrådet von Bonnevie. Även i Norge företogs ett antal utfärder till berömda sevärdheter i Oslos närområde. Bland annat besökte man de då nyligen uppgrävda vikingaskeppen.

## Eftermälet
Kongressen var i pr-syfte för de nordiska länderna mycket lyckad. Många av föredragen kom senare också att publiceras i ett större bokverk i flera band. Fokus hade vinnlagts om att öka antalet experter i de olika ämnen genom att släppa in andra kulturers forskare. Vissa europeiska deltagare yttrade sig dock i nedvärderande ordalag över att de orientaliska deltagarna var alltför stort vilket minskade den vetenskapliga kvaliteten på föredragen. Sådana åsikter om den västerländska forskningens högrestående status spreds t.ex. av professor Albrecht Weber från Berlin som var en av presidenterna i kongressens ariska sektion.  Öppenheten mot andra kulturers forskare var uppenbart något som före Sverige/Norge kongressen inte förekommit under de tidigare orientalkongresserna.